# Alex Jany
Alex Jany (n. 5 ianuarie 1929, Toulouse, Franța – d. 18 iulie 2001, Marsilia, Provence-Alpes-Côte d'Azur, Franța) a fost un înotător francez, medaliat olimpic. A participat la 2 ediții ale Jocurilor Olimpice (1948, 1952) în care a câștigat două medalii de bronz.